# Michael Bernard (Politiker)
Michael Bernard (* 19. Juni 1969 in Wien) ist ein österreichischer Politiker der Freiheitlichen Partei Österreichs (FPÖ). Seit dem  22. März 2018 ist er vom Landtag Niederösterreich entsandtes Mitglied des Österreichischen Bundesrates.
Michael Bernard ist seit April 2018 Ersatzmitglied in folgenden Ausschüssen:
- Gesundheitsausschuss des Bundesrates
- Ausschuss für BürgerInnenrechte und Petitionen des Bundesrates
- Kinderrechteausschuss des Bundesrates
- Wirtschaftsausschuss des Bundesrates

Bei der Landtagswahl 2023 trat er als FPÖ-Spitzenkandidat im Landtagswahlkreis Mistelbach an.

## Rhetorik
Zur Reform der Normverbrauchsabgabe sagte Bernard im Bundesrat:
»Den Grünen das Verkehrsministerium zu überlassen ist, ohne diskriminierend zu sein, so, wie wenn zwei gleichgeschlechtliche Partner nach einem veganen Essen, abgestiegen vom Bergkogel, mit einem Geschmack nach Schalen im Mund, hammermäßig zugedröhnt, während des Geschlechtsverkehrs kurz gestochen von einer Mücke, mit Blümchen im Bett, glauben, etwas für den Familienzuwachs getan zu haben.«